# 卡姆羅 (內布拉斯加州)
卡姆羅（英語：Cumro）是位於美國內布拉斯加州卡斯特縣的非建制地區。

## 歷史
卡姆羅的郵局於1885年設立，其後於1943年停運。

## 地理
卡姆羅所處的海拔為高於海平面707米（即2320英呎），而該地所採用的時區為UTC-6，即北美中部时区（CST）。同時該地設有夏令時間，為UTC-6調快一小時，即UTC-5（CDT）。